# Carla Bessa

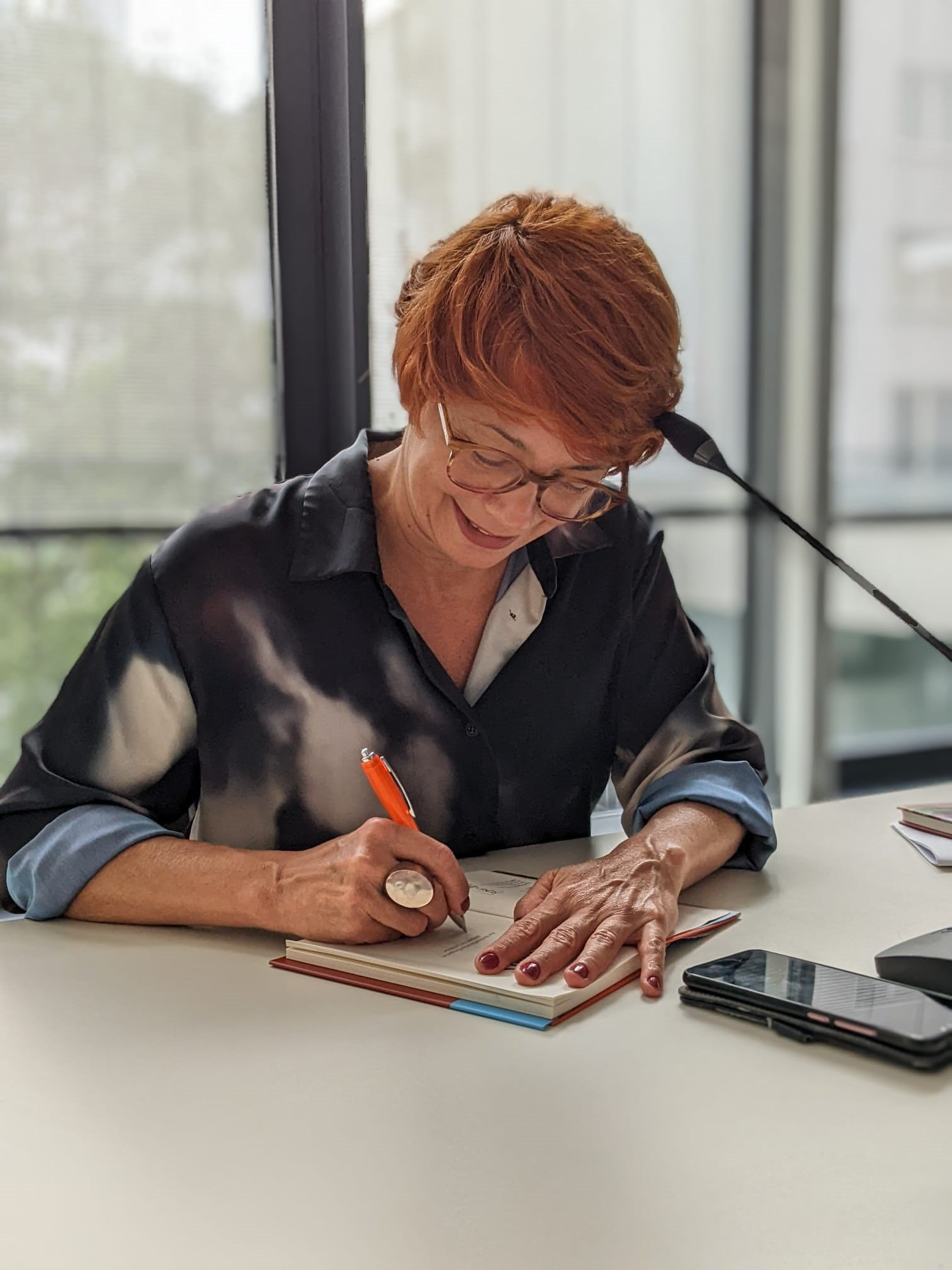
Carla Bessa (2022)

Carla Bessa (* 2. Oktober 1967 in Niterói, Bundesstaat Rio de Janeiro, Brasilien) ist eine in Berlin lebende brasilianische Schriftstellerin, Übersetzerin, Regisseurin und Theaterschauspielerin.

## Leben
Bessa studierte Theater an der Universität Rio de Janeiro und absolvierte eine Schauspielausbildung an der Casa das Artes de Laranjeiras. 1991 emigrierte sie nach Deutschland, wo sie 15 Jahre lang als Schauspielerin und Theaterregisseurin arbeitete, bevor sie sich dem Schreiben zuwandte. Sie lebt in Berlin und Rio und arbeitet als Übersetzerin und Autorin. Für brasilianische Verlage übersetzte sie wichtige Werke der deutschsprachigen Gegenwartsliteratur wie Ingeborg Bachmann, Max Frisch und Thomas Macho sowie Kinder- und Jugendliteratur.
Als Autorin veröffentlichte sie die Erzählbände Aí eu fiquei sem esse filho (2017, Verlag Oito e meio), Urubus (2019, Confraria do vento), Todas uma (2022, Confraria do vento) und die Novelle Minha Murilo (2021, Verlag Urutau) veröffentlicht. Darüber hinaus hat sie Kurzgeschichten in Anthologien und Webmagazinen veröffentlicht und schreibt regelmäßig Rezensionen für die Zeitung Jornal Rascunho und die Capitolina Revista aus London.
Im Jahr 2020 wurde ihr für Urubus der Prêmio Jabuti – die wichtigste literarische Auszeichnung in Brasilien – in der Kategorie Erzählung zuerkannt. Sie belegte auch den zweiten Platz beim Preis der Nationalbibliothek mit dem Band Urubus. Urubus erschien 2021 in deutscher Übersetzung von Lea Hübner und Aí eu fiquei sem esse filho wurde in Griechenland in der Übersetzung von Nikos Pratsini bei Skarifima Editions veröffentlicht.

## Werke
- Todas uma (Confraria do vento, 2022)

- - Das Buch erschien 2024 unter dem Titel Alle Eine in der deutschen Übersetzung von Lea Hübner beim Transit Verlag.
- Minha Murilo (Urutau, 2021)
- Urubus (Confraria do vento, 2019)
  - erschien unter demselben Titel 2021 in der deutschen Übersetzung von Lea Hübner beim Transit Verlag.
- Aí eu fiquei sem esse filho (Oito e meio, 2017)
  - Das Buch erschien 2021 in der griechischen Übersetzung von Nikos Pratsinis bei Skarifima Editions, Griechenland.

## Übersetzungen
- 2025: Malina von Ingeborg Bachmann. Editora Estação Liberdade, São Paulo, Brasilien.
- 2025: Romance dos três vinténs (Dreigroschenroman) von Bertolt Brecht. Editora Lume, Brasilien.
- 2024: Aí / Do desaparecer do pai / Três somos (Dann / Vom Verschwinden vom Vater / Drei sind wir) von Wolfram Höll. Verlag Besouros Abstêmios.
- 2021: O céu é um disco azul (Der Himmel ist ein kleiner Kreis) von Carolina Schutti. Verlag Editora trinta zero nove, Mosambik.
- 2021: tirar a vida – suicídio na modernidade (Das Leben nehmen – Suizid in der Moderne) von Thomas Macho. Verlag WMF Martins Fontes, Brasilien.
- 2017–2022: Trilogie „Silber“ von Kerstin Gier. Verlag WMF Martins Fontes, Brasilien.
- 2016: Lá vem Lola! (Hier kommt Lola!) von Isabel Abedi. Verlag WMF Martins Fontes, Brasilien.

## Auszeichnungen
- Jabuti 2020
- 2. Platz Prêmio Biblioteca Nacional 2020
- 1. Platz Prêmio Anna Maria Martins 2022 des Brasilianischen Schriftstellerverbands (UBE)
- 3. Platz Prêmio Off-Flip-Literaturpreis in der Kategorie Erzählung 2024
- 5. Platz Prêmio Off-Flip-Literaturpreis in der Kategorie Erzählung 2022
- 5. Platz Prêmio Off-Flip-Literaturpreis in der Kategorie Lyrik 2020
- 4. Platz Prêmio Off-Flip-Literaturpreis in der Kategorie Erzählung 2019